# Fanipal

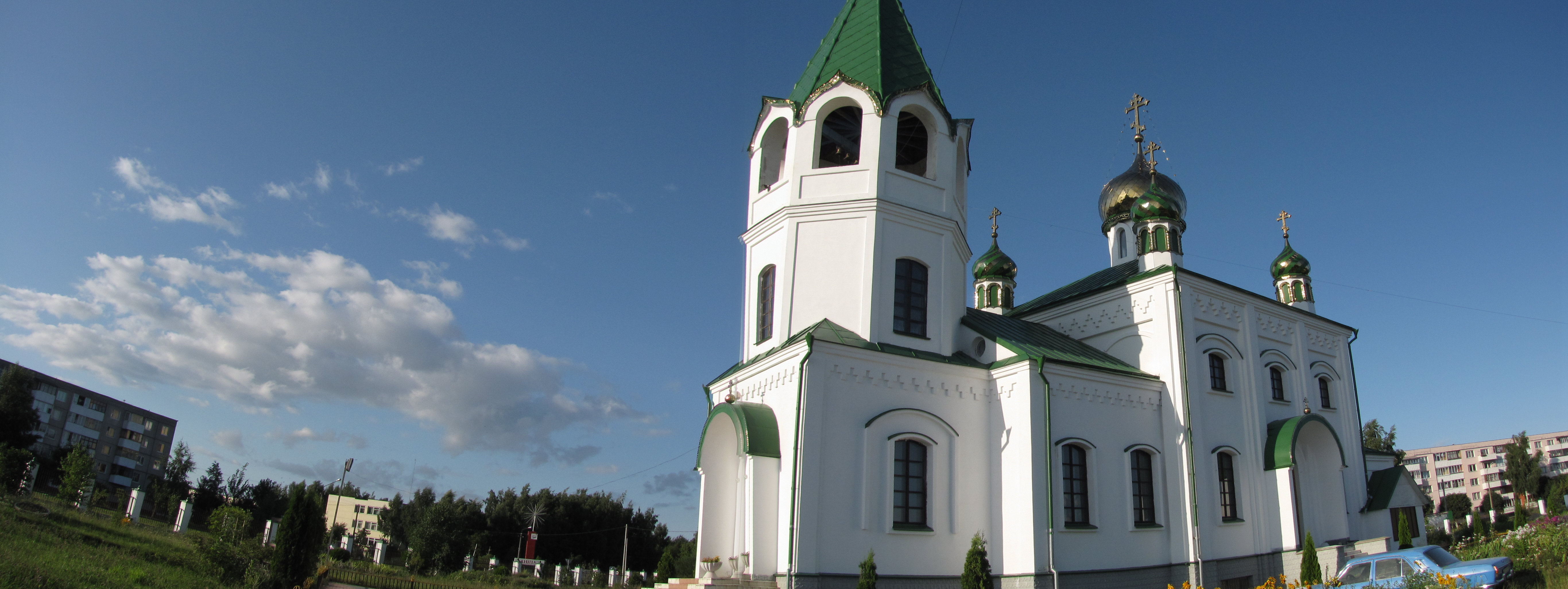
Katedrála ve Fanipolu

Fanipal (bělorusky Фаніпаль – Fanipal, rusky Фаниполь – Fanipol) je město v Minské oblasti v Bělorusku. Žije zde přibližně 18 tisíc obyvatel.